# Joe O'Donnell (fotograf)

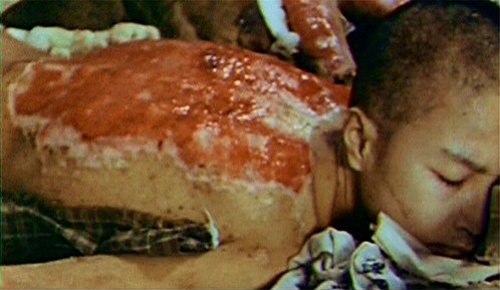
Joe O'Donnell: Fotografie Sumiteru Tanigučiho pořízená v lednu 1946, byla uvedena na několika výstavách a v současné době ji vlastní Muzeum atomového bombardování Nagasaki. Popisek k fotografii zněl: „Chci, abyste alespoň trochu pochopili hrůzu jaderných zbraní.“

Joseph Roger O'Donnell (7. května 1922, Johnstown – 9. srpna 2007, Nashville) byl americký dokumentarista, fotožurnalista a fotograf pro americkou informační agenturu USIA.

## Životopis
Narodil se v Johnstownu v Pensylvánii a jeho nejslavnějším dílem bylo fotografické zdokumentování bezprostředních následků výbuchů atomových bomb v japonských Nagasaki a Hirošimě v letech 1945 a 1946, kde působil jako mariňácký fotograf.
Zemřel 9. srpna 2007 na mrtvici v Nashvillu, Tennessee. Bylo mu 85 let.

## Kontroverze
Po tisku jeho nekrologu v tisku následovala kontroverze. Některé z fotografií, které byly přičítány O'Donnellovi, byly skutečně pořízeny jinými fotografy. Fotografii salutujícího Johna F. Kennedyho mladšího během pohřbu jeho otce v roce 1963 pořídil Stan Stearns pro United Press International, nikoli O'Donnell. O'Donnell si také připsal zásluhy na fotografii zobrazující Stalina, Roosevelta a Churchilla během válečného setkání v íránském Teheránu v roce 1943, ale není známo, že by O'Donnell v té době v Teheránu byl.
O'Donnellův syn Tyge O'Donnell připisuje některé případy, kdy si jeho otec bral zásluhy na práci druhých, nástupu demence v 90. letech minulého století.